# Centre chorégraphique national de Grenoble
 (décembre 2018).
Le Centre chorégraphique national de Grenoble est un lieu de création, de recherche et de formation, créé en 1984 à Grenoble, implanté dans les locaux de la MC2 de Grenoble, et consacré à la danse contemporaine ; c'est l'un des dix-neuf centres chorégraphiques nationaux en France.

## Historique

### Direction
- 1984-2015 : Jean-Claude Gallotta
- 2016-2021 : Yoann Bourgeois et Rachid Ouramdane[1]
- 2021-2022 : Yoann Bourgeois[2],[3]
- 2023 : Aina Alegre et Yannick Hugron[4],[5], sélectionnés parmi quatre candidatures[6],[7]

## Missions
Le CCN de Grenoble développe les missions suivantes  :
- la production et la diffusion des œuvres des artistes directeurs
- les résidences d'artistes
- des ateliers pédagogiques pour enfants, adolescents et adultes
- un camp d'été artistique pour des enfants de 8 à 12 ans
- la formation professionnelle pour les artistes (danseurs, circassien, comédiens, etc.)
- le développement de projets locaux en lien avec le territoire et ses habitants
- l'organisation d’événements culturels et publics